# Sandro Wieser
Sandro Wieser (Vaduz, Liechtenstein, 3 de febrero de 1993) es un futbolista internacional liechtensteiniano. Juega en la posición de centrocampista y milita en el F. C. Vaduz de la Challenge League.

## Historia
Wieser jugó en el FC Triesen de niño. Se trasladó en noviembre de 2003 al FC Vaduz y en 2006 el joven se fue al FC Basel, jugando para la selección sub-18 y sub-21. Fue en la temporada 2008/09 Campeón de la liga con el FC Basel U-18. En la temporada 2010/11 Ganaría su primer título nacional como profesional con el FC Basel (campeón de la Super Liga Suiza) y en la temporada 2011/12 repetiría el título. 
En 2013 fue traspasado al TSG Hoffenheim de la Bundesliga alemana donde jugó pocos partidos. Luego sería cedido al SV Ried de la Bundesliga de Austria en la temporada 2013/14, ganándose su titularidad con el dorsal n.º 16. 
Luego en 2014 se lo cedió al FC Aarau en la Super Liga Suiza, también ganándose su titularidad usando la Casaca Nº 8, pero no jugó muchos partidos debido a una brutal entrada en un partido frente al FC Zurich y fue suspendido por varias fechas. 
Al año siguiente es contratado por el FC Thun en donde jugó partidos ante el FC Vaduz (equipo de su infancia) por la tercera ronda de clasificación a la Europa League en donde igualaron en cero de local y en Liechtenstein empataron en 2-2 dándole la clasificación a su equipo por goles de visita.

## Selección nacional
Ha sido internacional con la selección de fútbol de Liechtenstein en 59 ocasiones, marcando 2 goles. Debutó en 2009 contra Azerbaiyán, partido que finalizó 0-2 a favor de Azerbaiyán.

### Goles como internacional
| # | Fecha                   | Lugar                                   | Rival     | Gol | Resultado | Competición                         |
| - | ----------------------- | --------------------------------------- | --------- | --- | --------- | ----------------------------------- |
| 1 | 14 de junio de 2015     | Rheinpark Stadion, Vaduz, Liechtenstein | Moldavia  | 1-0 | 1-1       | Clasificación para la Eurocopa 2016 |
| 2 | 9 de septiembre de 2018 | Rheinpark Stadion, Vaduz, Liechtenstein | Gibraltar | 2-0 | 2-0       | Liga de Naciones de la UEFA 2018-19 |

## Clubes
| Club                        | País          | Años      |
| --------------------------- | ------------- | --------- |
| F. C. Basilea               | Suiza         | 2009-2012 |
| TSG 1899 Hoffenheim         | Alemania      | 2012-2015 |
| SV Ried (cedido)            | Austria       | 2013-2014 |
| F. C. Aarau (cedido)        | Suiza         | 2014-2015 |
| F. C. Thun                  | Suiza         | 2015-2016 |
| Reading F. C.               | Inglaterra    | 2016-2018 |
| K. S. V. Roeselare (cedido) | Bélgica       | 2017-2018 |
| F. C. Vaduz                 | Liechtenstein | 2018-     |

## Palmarés

### Campeonatos nacionales
| Título             | Club          | País  | Año     |
| ------------------ | ------------- | ----- | ------- |
| Superliga de Suiza | F. C. Basilea | Suiza | 2010-11 |
| Superliga de Suiza | F. C. Basilea | Suiza | 2011-12 |